# ニューアーク (オハイオ州)
ニューアーク（Newark）は、アメリカ合衆国オハイオ州の都市。リッキング郡の郡庁所在地である。人口は4万9934人（2020年）。州都コロンバスの東53kmに位置し、同市の郊外都市となっている。

## 歴史

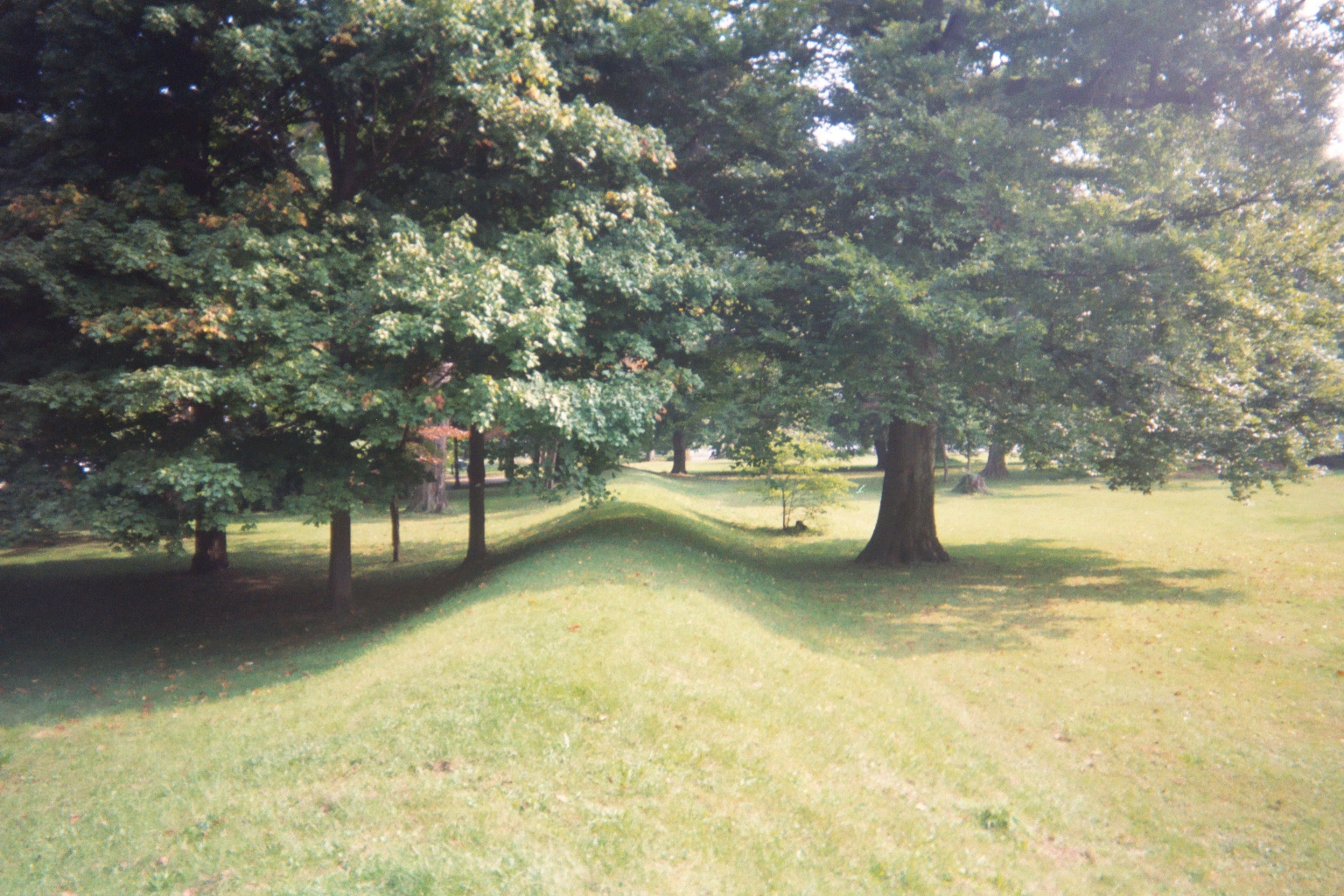
ニューアーク土塁群の大環状土塁の一部

ヨーロッパ人が入植するはるか以前から、この地には先住民が住み着き、ホープウェル文化が興っていた。紀元前100年頃から紀元後500年頃にかけて、先住民は礼拝の場や埋葬の場とするために、この地に多数の塚や土塁を築いた。もともと、これらの塚や土塁は10km2以上の範囲にわたって点在していたが、ニューアークの市街化に伴ってその大部分は壊され、現在では大環状土塁、八角形土塁、およびライト土塁の3つが残るのみになっている。これらの塚や土塁は、ニューアーク土塁群として、1964年に国定歴史建造物に、また1966年に国家歴史登録財にそれぞれ指定されている。
1802年、ウィリアム・C・シェンクがヨーロッパ人として初めてこの地に入植し、自分の故郷であるニュージャージー州ニューアークからその名を取って創設した入植地をニューアークと名付けた。1808年にフェアフィールド郡から分割される形でリッキング郡が創設されると、最初の郡庁舎がニューアークの、現在の庁舎と同じ場所に建てられた。丸太造のこの庁舎は当初、教会としても使われていた。

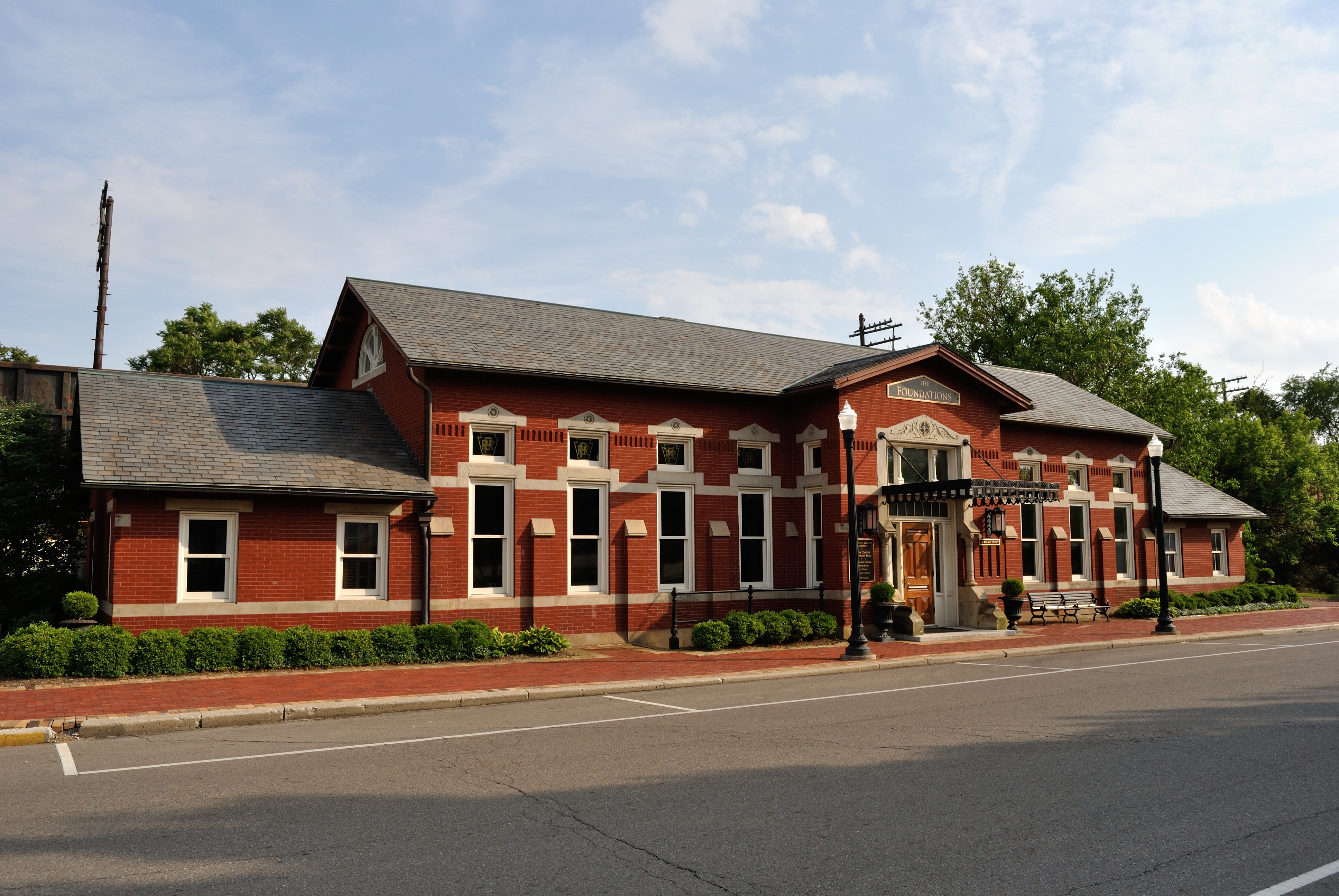
ペンシルバニア鉄道の駅舎。1979年に国家歴史登録財に指定された。

交通網の整備も進んだ。1825年7月4日、オハイオ・アンド・エリー運河がニューアークに程近いリッキング・サミットで着工し、オハイオ州のジェレミア・モロー、およびニューヨーク州のデウィット・クリントンの両州知事がシャベルでその最初の土を掘った。1850年には、もともとマンスフィールドとエリー湖岸の港町サンダスキーとを結んでいたマンスフィールド・アンド・サンダスキー・シティ鉄道（後にボルチモア・アンド・オハイオ鉄道の一部）が、南にニューアークまで延伸された。1855年には、ピッツバーグとシンシナティ・シカゴ・セントルイスとを結ぶピッツバーグ・シンシナティ・シカゴ・アンド・セントルイス鉄道（後にペンシルバニア鉄道の一部）の駅がニューアークに置かれた。1857年には、ニューアークとコロンバスとを結ぶセントラル・オハイオ鉄道（後にボルチモア・アンド・オハイオ鉄道の一部）が開通した。20世紀前半には、1日平均90本の貨物列車、25本の旅客列車がニューアークを通った。
1900年前後、ニューアークの人口は15,000人を超え、鋳物、建設、トラクター製造、ガラス加工などの産業や、ボルチモア・アンド・オハイオ鉄道関連の事業が興った。この頃に創業したハイジー・グラス・カンパニーは食器などで世界中にその名を知らしめた。アメリカン・ボトル・カンパニーは当時世界最大のビール瓶製造会社となり、1900年代には2,500人以上を雇用した。
ニューアークは20世紀に入ってもその中盤まで成長を続け、1960年には人口4万人を超えた。1960-70年代には成長は鈍化したものの、1990年代から2000年代前半にかけて、ニューアークはコロンバスから郊外へ移住する層の受け皿として成長した。

## 地理
ニューアークは北緯40度3分47秒 西経82度25分0秒 / 北緯40.06306度 西経82.41667度に位置している。市はオハイオ州中央部、州都コロンバスの東約53kmに位置する。
アメリカ合衆国国勢調査局によると、ニューアーク市は総面積55.35km2（21.37mi2）である。そのうち54.08km2（20.88mi2）が陸地で1.27km2（0.49mi2）が水域である。総面積の2.29%が水域となっている。市の標高は254mである。

## 都市概観

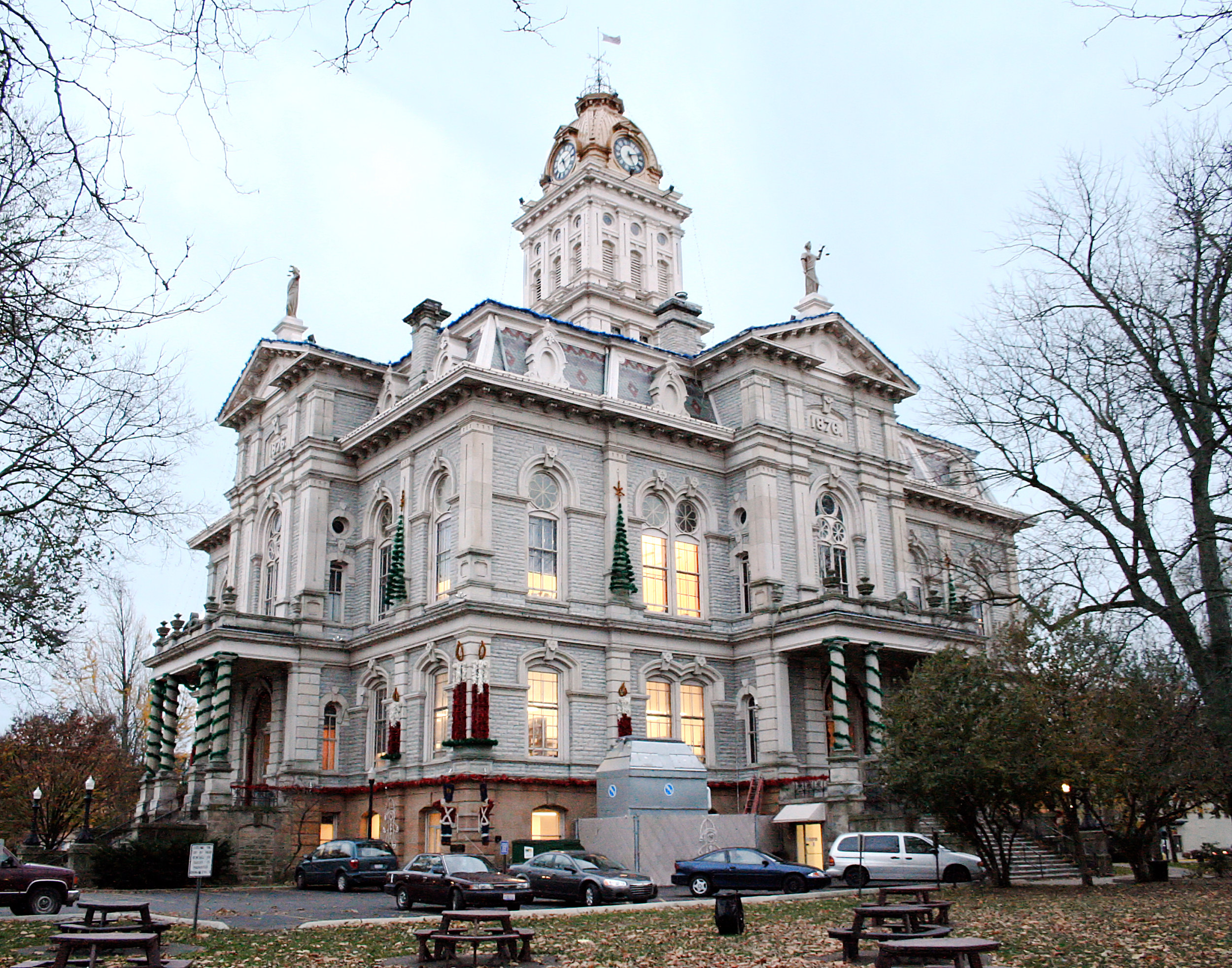
リッキング郡地方裁判所

ニューアークのダウンタウンは概ね、東に1stストリート、南にキャナル・ストリート、西に5thストリート、北にチャーチ・ストリートに囲まれた地域に形成されている。ダウンタウンはニューアーク・ダウンタウン歴史地区として、2002年に国家歴史登録財に指定された。ダウンタウンの中心にはリッキング郡地方裁判所が建っている。現在建っているこの第二帝政期建築様式の庁舎は1876年に建てられたものである。この庁舎は、1973年に国家歴史登録財に指定された。
ニューアークの街路はダウンタウンでは整然と区画されているが、市の大部分ではやや入り組んでいる。リッキング川北支流の西岸では南北に通る通りの多くに数字がついており、1stストリートから40thストリートまで、リッキング川北支流から離れるほど（つまり西に行くほど）数字が大きくなる。2002年に東西のメインとなる通りで、南北に通る通りの南（S）と北（N）の境になっている通りであるメイン・ストリートは、2ndストリートと3rdストリートの間がリッキング郡地方裁判所によって途切れている。東西に通る通りは、3rdストリートを境に東（E）と西（W）に分かれている。また、リッキング郡地方裁判所を囲む2ndストリート、ノース・パーク・プレース、3rdストリート、サウス・パーク・プレースは、反時計回りの一方通行の周回道路になっている。

## 気候
ニューアークを含むコロンバス都市圏の気候は内陸性であり、夏は湿気が多くて暑く、冬は乾燥して寒い。ケッペンの気候区分では温暖湿潤気候（Cfa）と亜寒帯湿潤気候（Dfa）のほぼ境界線上である。詳しくはコロンバス (オハイオ州)#気候を参照のこと。

## 政治
ニューアークは市長制を採っている。市長は市の行政の最高責任者であり、1) 市政府職員および任命した役職者の人事、2) 市政府各局の管理および監督、3) 市議会への出席、4) 予算案の作成および市議会への提出、5) 年次での市政府各局の業務報告書の市議会への提出、6) その他、市議会が求める市政府各局の業務に関する報告書の提出、7) 市の財務状況の市議会への報告、8) 必要に応じた直属の役職者および市政府職員に関する情報の収集、9) 市の公式文書への市章の添付、および 10) オハイオ州法の定めるところにおける必要に応じた司法、軍事、および緊急の権限の行使に対して権利を有し、義務を負う。市長は全市からの投票で選出され、その任期は4年である。
市の立法機関である市議会は議長、書記官、および10人の議員から成っている。市議員のうち7人は市を7つにわけた小選挙区から1人ずつ選出され、残りの3人は全市から選出される。小選挙区と全市区の選挙は2年ごとに、交互に行われる。市議会議長は市議員とは別に、全市から選出される。書記官は最少6人の議員による投票に基づいて任命される。書記官を解任する場合にも、最少6人の議員による投票を必要とする。

## 経済

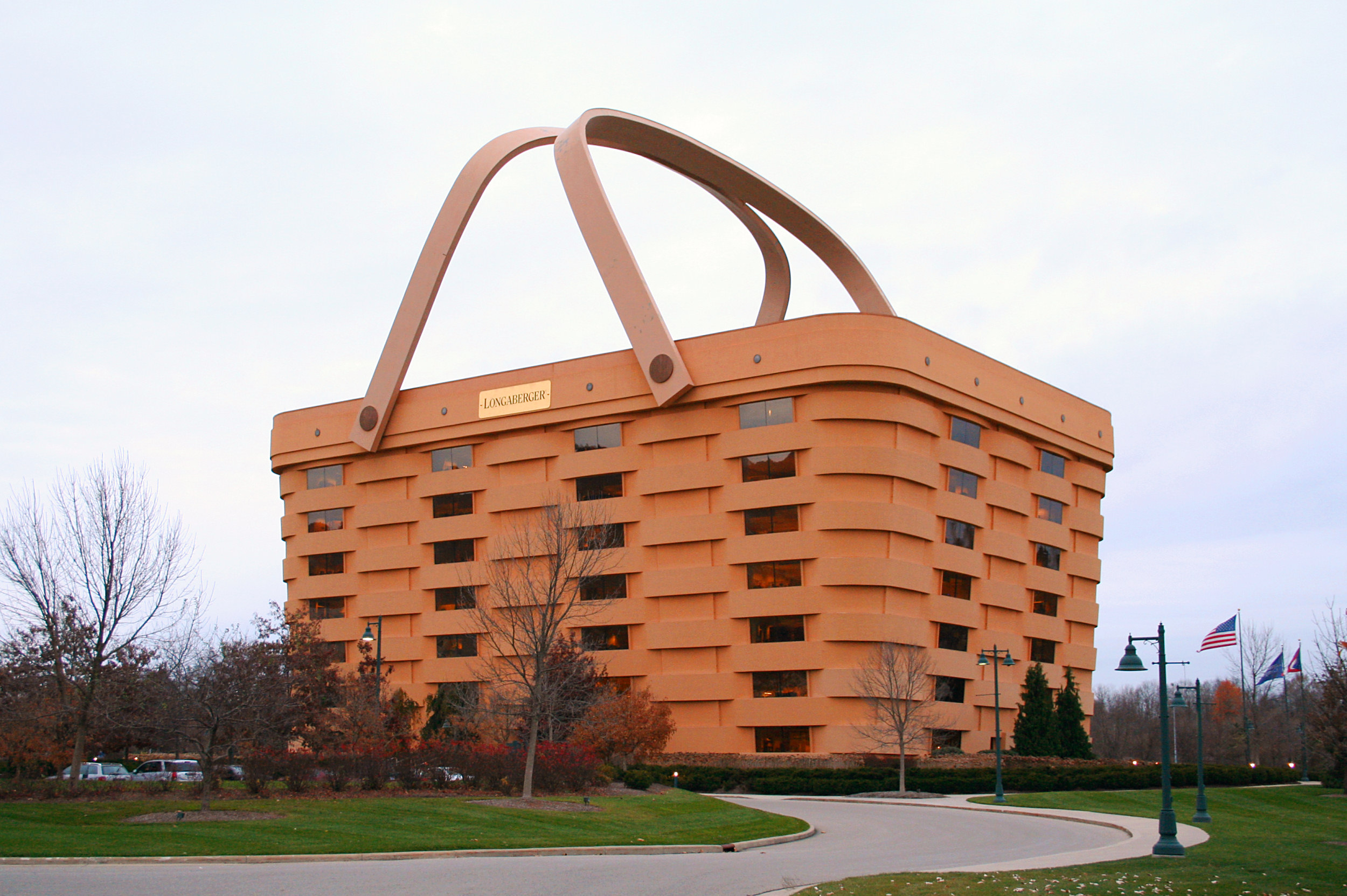
ザ・ロンガバーガー・カンパニー本社

ザ・ロンガバーガー・カンパニーはニューアークのダウンタウンから東へ5km、州道16号線沿いに本社を構えている。同社は1976年にさらに東郊のドレスデン村で創業した手編みバスケットの製造会社である。本社の社屋は1997年に完成したもので、同社の主力製品であるミディアム・マーケット・バスケットを模しており、大きさはミディアム・マーケット・バスケットの160倍、高さは取っ手を含めて60m（うち取っ手は高さ29m、重さ150t）である。
このほか、ニューアークには、1898年に創業した電光システムのホロフェーン、1965年にシカゴで創業した化粧品容器製造のアノマティック、および地元銀行のパークナショナル銀行が本社を置いている。
また、トレドに本社を置くオーウェンズ・コーニングが同社の主力グラスウール製品であるFiberglasを製造する工場も、1938年からニューアークで操業している。このほか、カイザー・アルミニウム、ダウ・ケミカル、ゼネラル・エレクトリック、バイエル 、ディボールド、ボーイングといった企業もニューアークに重要な生産拠点を置いており、ニューアークは郊外都市でありながら、工業都市としての側面も持っている。加えて、ステートファーム保険もニューアークに地域拠点を置いている。

## 交通
ニューアークを含むコロンバス都市圏の第1空港は、コロンバスのダウンタウンから東へ11km、ニューアークの中心部からは西へ約53kmに立地するポート・コロンバス国際空港（IATA: CMH）である。同空港からは、西海岸の一部を除く、3大航空会社各社のハブ空港からの便が就航している。ダウンタウンの南西約5.5km、南に隣接するヒース市にも、ニューアーク・ヒース空港（IATA: 無し、FAA: VTA）が立地しているが、こちらはゼネラル・アビエーションと呼ばれる、自家用機やチャーター機等の発着が主になっている、規模の小さい空港である。
ニューアークには州間高速道路は通っていないが、市を横断し、ダウンタウンのすぐ北を通る州道16号線が高速道路規格になっている。この高速道路はグランビル以西は州道37号線、アレクサンドリア以西は州道161号線となるが、最終的にはコロンバスの北東で、I-70の支線で、コロンバスの環状道路であるI-270へと通じており、コロンバスの放射線としての役割を果たしている。また、州道16号線はニューアークからさらに東、マスキンガム郡北部へも通じており、ドレスデン村の北まで高速道路規格になっている。また、ダウンタウンの北西にあるこの高速道路のジャンクションからは南へ、州道79号線がヒース市に入ったところまで高速道路規格になっており、ダウンタウンの西を通る高速道路としての役割を果たしている。I-70本線へはダウンタウンから南へ約15km離れており、州道79号線を南下してヒースの南西に隣接するヘブロンの南、もしくは州道13号線を南下してジャクソンタウンの南で接続している。
ニューアークにはグレイハウンドのバスは停車しないが、ダウンタウンから東へ約2.5km、メイン・ストリート沿いに立地するリッキング郡交通局の事務所横には、コロンバスとウースターとを結ぶ、同社と提携しているゴーバスのバス・ストップが設置されている。このバスはポート・コロンバス国際空港にも停車する。なお、リッキング郡交通局は、予約制のシャトルバスは運営しているが、定期運行の路線バス網は有していない。

## 教育
オハイオ州立大学は4つある地方キャンパスのうちの1つをニューアークに置いている。1957年に開設されたこのニューアークキャンパスは、ダウンタウンの西約5kmに立地している。ニューアークキャンパス単体でも教養準学士、教育、英語/英文学、経営、歴史、心理、ソーシャルワークの6つの学士、看護準学士既得者の看護学士、および教育、ソーシャルワークの2つの修士学位プログラムを提供しているが、ニューアークキャンパスで科目を取り始めて、最終的にはコロンバスの本校で卒業することもできる。

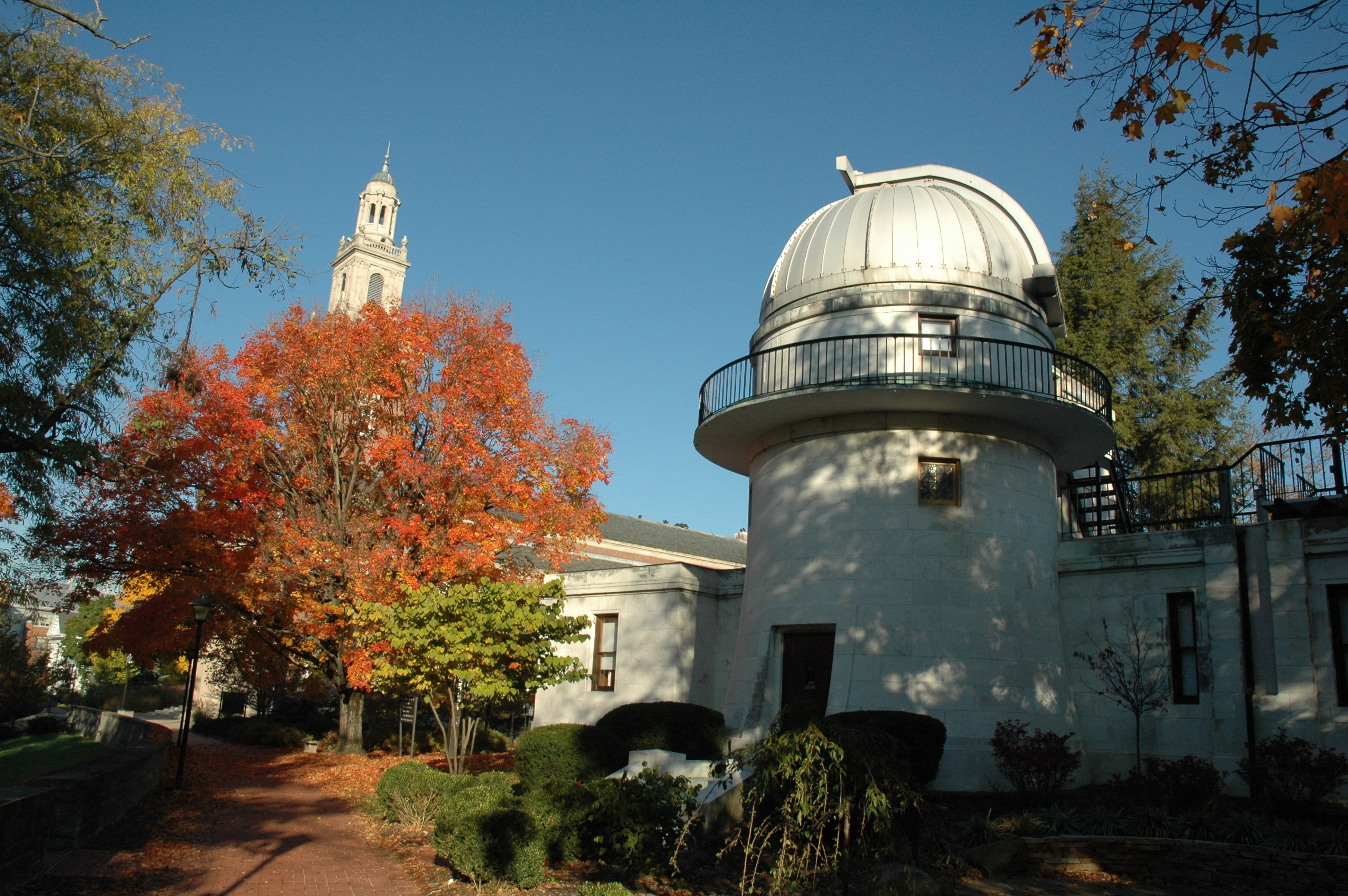
デニソン大学

オハイオ州立大学ニューアークキャンパスは地元のコミュニティ・カレッジ、セントラルオハイオテクニカルカレッジの本部キャンパスも兼ねている。同学は45の準学士専攻プログラムに加えて、12のサーティフィケイトプログラムを提供している。
オハイオ州立大学ニューアークキャンパスからさらに西へ約7km、ニューアークの西に隣接するグランビル村には、デニソン大学が931エーカー（3,768,000m2）のキャンパスを構えている。同学は1831年に創立したリベラル・アーツ・カレッジで、学士の学位を与える53の専攻プログラムを有し、学生数は約2,300人、学生対教授の人数比は9:1という少人数制の教育を行っている。加えて、同学はバートン・D・モーガン財団と共同で、起業家教育プログラムも提供している。また、同学は五大湖大学連盟（GLCA）の加盟校として、同じく同連盟の加盟校であるアーラム大学が主催する、早稲田大学との日本研究留学プログラムに参加しており、このプログラムを通じて同学から早稲田大学に留学生を派遣し、また同学に早稲田大学からの留学生を受け入れている。USニューズ&ワールド・レポートの大学ランキングでは、デニソン大学は全米のリベラル・アーツ・カレッジの中で50位以内に入る評価を受けている。
ニューアークにおけるK-12課程は主にニューアーク市学区の管轄下にある公立学校によって支えられている。同学区は小学校7校、中学校3校、および高校1校を有している。
リッキング郡図書館はニューアークのダウンタウンに本館を、また郡内5ヶ所に支館を置き、農村部で移動図書館を運営している。同館は1908年にニューアーク公立図書館として創設されたもので、開館100周年となった2008年に現称に改称された。

## 文化と名所

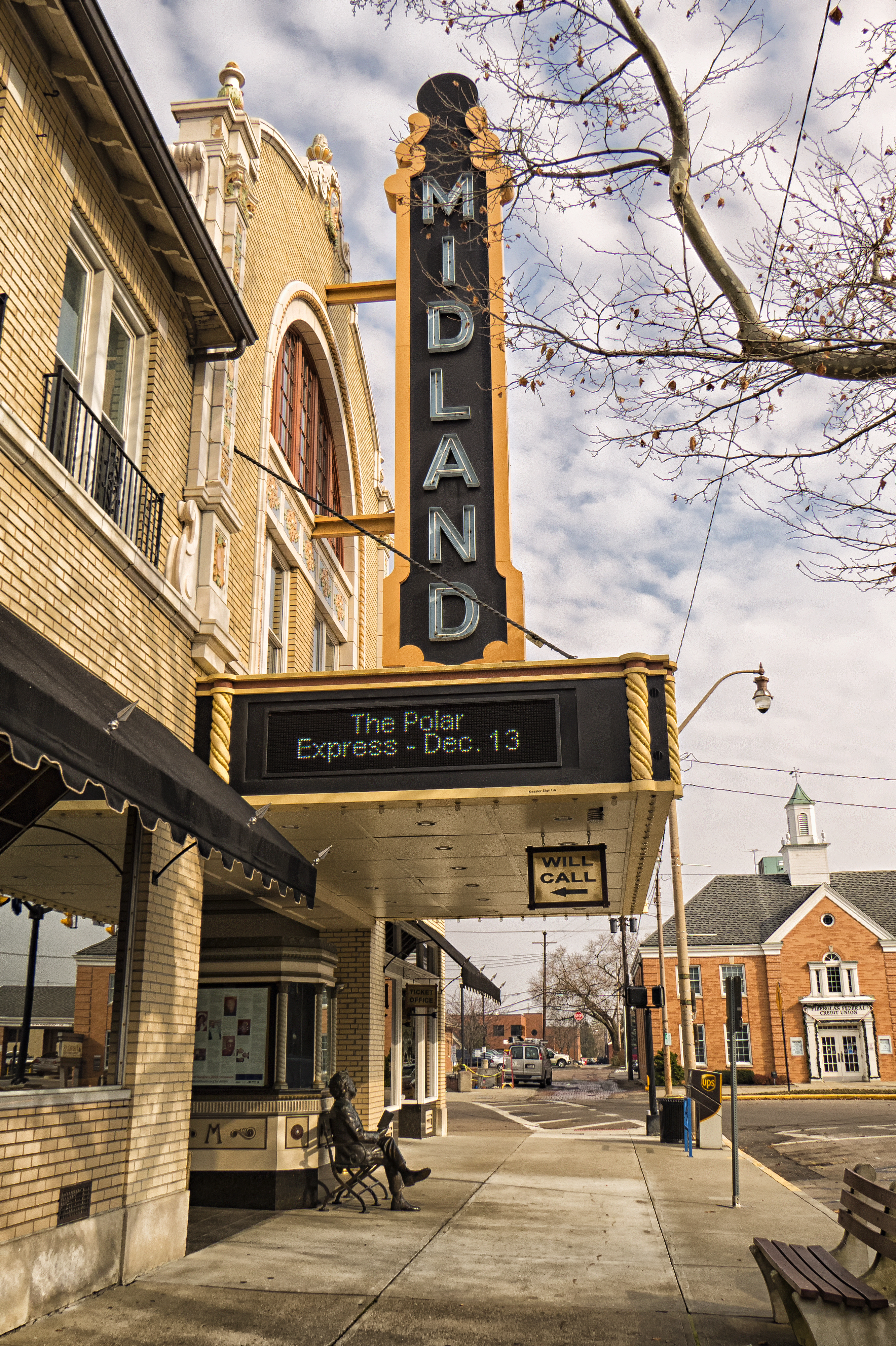
ミッドランド劇場

ザ・ワークスはダウンタウンの南東端に立地している。同館は1996年に開館した、美術館、歴史博物館、自然科学博物館を兼ねる総合博物館で、スミソニアン協会とも提携している。同館は芸術作品を展示するギャラリー、ガラス工芸品の制作を実演するのみならず、見学者も体験できるガラス工房、ニューアークやリッキング郡の郷土史に関する事物を展示する歴史展示コーナー、見学者が手で触れて学ぶことのできる展示物を展示するインタラクティブ・サイエンス・ラボ、および科学ショーや実演の行われる科学劇場を備えている。また、同館はSTEM教育の拠点ともなっている。STEMとは科学（Science）、技術（Technology）、工学（Engineering）、数学（Math）の頭文字をとったものである。
ダウンタウンの西、7thストリートとチャーチ・ストリートの南東角には、1831年に建てられたギリシア・リバイバル建築様式のサミュエル・D・キング邸を移築・転用した、ナショナル・ハイジー・グラス博物館が立地している。1974年に開館した同館は、ニューアークで創業し、20世紀前半には一世を風靡しながらも1957年に閉鎖した、ハイジー・グラス社が制作したガラス工芸品5,000点以上を展示している。
リッキング郡地方裁判所の向かい、2ndストリートとノース・パーク・プレースの北西角には、ニューアークを代表する演技芸術施設であるミッドランド劇場が立地している。同劇場は1928年に開場し、映画の放映や演劇、コメディ、バレエなどの公演に使われてきた。1978年には一度閉鎖し、その後14年間は廃墟と化していたが、1992年にザ・ロンガバーガー・カンパニーがこの劇場を買い取り、8年の歳月と850万ドルの費用を投じて改装、改修した。しかし、同劇場の運営はザ・ロンガバーガー・カンパニーではなく、地元有志による非営利団体、ニューアーク・ミッドランド劇場協会によってなされている。
| ドーズ植物園 - 左: ドーズウッド・ハウス博物館 / 中央: 日本庭園 / 右: 園内で展示されている盆栽 |  | ドーズ植物園 - 左: ドーズウッド・ハウス博物館 / 中央: 日本庭園 / 右: 園内で展示されている盆栽 |  | ドーズ植物園 - 左: ドーズウッド・ハウス博物館 / 中央: 日本庭園 / 右: 園内で展示されている盆栽 |
| ドーズ植物園 - 左: ドーズウッド・ハウス博物館 / 中央: 日本庭園 / 右: 園内で展示されている盆栽 |  |                                                                                               |  |                                                                                               |

ダウンタウンから州道13号線を南へ約10km、リッキング郡区内にはドーズ植物園が立地している。同園はもともとは1860年代に造られたジョン・ブランバックの農場で、1917年にコロンバスに住むビーマン・ドーズが別荘として買い取ったものであった。やがてドーズ夫妻はこの別荘の敷地に50本のサトウカエデを植えたのを皮切りに、敷地に50,000本以上の木を植え、1929年にドーズ植物園として開園した。同園は1,800エーカー（7,280,000m2）の敷地を有し、園内には全長19kmにおよぶ遊歩道が設けられている。また、園内には1963年に京都大学の造園学講師（当時）であった中村一が設計した日本庭園もある。もともとブランバック邸、そしてドーズの別荘であった豪邸は、園内に保存されてドーズウッド・ハウス博物館となっており、19-20世紀のアンティーク家具や、ドーズ一家の収集品、当時の生活を物語る展示物が展示されている。

## 人口推移
以下にニューアーク市における1810年から2010年までの人口推移を表およびグラフでそれぞれ示す。コロンバス都市圏、およびコロンバス・マリオン・ゼインズビル広域都市圏全体の人口については、コロンバス (オハイオ州)#都市圏人口を参照のこと。
| 統計年 | 人口     |
| ------ | -------- |
| 1810年 | 232人    |
| 1820年 | 410人    |
| 1830年 | 999人    |
| 1840年 | 2,705人  |
| 1850年 | 3,654人  |
| 1860年 | 4,675人  |
| 1870年 | 6,698人  |
| 1880年 | 9,600人  |
| 1890年 | 14,270人 |
| 1900年 | 18,157人 |
| 1910年 | 25,404人 |
| 1920年 | 26,718人 |
| 1930年 | 30,596人 |
| 1940年 | 31,487人 |
| 1950年 | 34,275人 |
| 1960年 | 41,790人 |
| 1970年 | 41,836人 |
| 1980年 | 41,162人 |
| 1990年 | 44,389人 |
| 2000年 | 46,279人 |
| 2010年 | 47,573人 |

## 註
1. ↑  “Quickfacts.census.gov”. 2023年11月9日閲覧。
2. ↑  Newark Earthworks. Ohio History Connection. 2015年12月30日閲覧.
3. ↑  Listing of National Historic Landmarks by State - Ohio. p.2. National Park Service. 2015年12月30日閲覧.
4. 1 2 3 4  OHIO - Licking County. National Register of Historic Places. 2015年12月30日閲覧.
5. ↑  Hill, Norman Newell. History of Licking County, O., Its Past and Present Containing a Condensed, Comprehensive History of Ohio, Including an Outline History of the Northwest: A Complete History of Licking County ... a History of Its Soldiers in the Late War... Biographies and Histories of Pioneer Families, Etc. p.535. A. A. Graham. 1881年.
6. ↑  Licking County. Ohio History Central. 2015年12月30日閲覧.
7. 1 2 3  Newark, Ohio. Ohio History Central. 2015年12月30日閲覧.
8. ↑  Ohio and Erie Canal. Ohio History Central. 2015年12月30日閲覧.
9. ↑  Brief History of Mansfield ... Early Railroads. pp.42-43. The Mansfield Savings Bank Almanac. 1923年. 2015年12月30日閲覧.
10. ↑  Edwards, Tiffany. Once a thriving industry, railroads in Licking County mostly have disappeared. Newark Advocate. 2008年2月25日. 2015年12月30日閲覧.
11. ↑  City Profile & History. City of Newark. 2015年12月30日閲覧.
12. ↑  "Title V: Mayor". Charter. City of Newark, Ohio. 2015年2月17日.
13. ↑  "Title III: Council". Charter. City of Newark, Ohio. 2015年2月17日.
14. ↑  The History of The Longaberger Company. The Longaberger Company. 2016年1月1日閲覧.
15. ↑  Longaberger Home Office Building. Emporis. 2016年1月1日.
16. ↑  Company Overview, History of Holophane. Holophane. 2016年1月1日閲覧.
17. ↑  Anomatic's History. Anomatic. 2016年1月1日.
18. ↑  Main Office. Park National Bank. 2016年1月1日閲覧.
19. ↑  Gearino, Dan. Newark's Owens Corning fiberglass plant a tight-knit operation. Columbus Dispatch. 2014年9月14日. 2016年1月1日閲覧.
20. ↑  Facilities (Map). Kaiser Aluminum. 2016年1月1日閲覧.
21. ↑  Bayer MaterialScience Adds Innovative Design Center to Color Competence Center at Newark, Ohio, Compounding Facility. SpecialChem. 2007年6月12日. 2016年1月1日閲覧.
22. ↑  Port Columbus Int'l. (Form 5010) Airport Master Record. Federal Aviation Administration. 2015年12月10日. 2016年1月1日閲覧.
23. ↑  Newark-Heath. (Form 5010) Airport Master Record. Federal Aviation Administration. 2015年12月10日. 2016年1月1日閲覧.
24. ↑  Columbus-Wooster Stop Locations. GOBUS. 2016年1月1日閲覧.
25. ↑  Licking County's Transit Information Brochure. Licking County Transit Board. 2016年1月1日閲覧.
26. ↑  Our Campuses. Ohio State University. 2016年1月2日閲覧.
27. ↑  About Ohio State Newark. Ohio State University at Newark. 2016年1月2日閲覧.
28. ↑  Degrees at Newark. Ohio State University at Newark. 2016年1月2日閲覧.
29. ↑  Home. Ohio State University at Newark. 2016年1月2日閲覧.
30. ↑  Degrees and Certificates. Central Ohio Technical College. 2016年1月2日閲覧.
31. ↑  Fast Facts. Denison University. 2020年6月5日閲覧.
32. ↑  Design-thinking, Innovation and Entrepreneurship - The Red Frame Lab, Entrepreneurship Program. Denison University. 2020年6月6日閲覧.
33. ↑  Burton D. Morgan Hall, Denison University. GUND Partnership. 2020年6月6日閲覧.
34. ↑  Our Colleges. Great Lakes Colleges Association. 2020年6月6日閲覧.
35. ↑  Japan Study. Earlham College. 2020年6月6日閲覧.
36. ↑  早稲田大学協定校一覧. p.4. 早稲田大学. 2020年2月1日. 2020年6月6日閲覧.
37. ↑  Best Colleges 2020: National Liberal Arts Colleges Rankings. U.S. News & World Report. 2019年. 2020年6月5日閲覧.
2020年版（2019年発行）では43位であった。
38. ↑  Schools. Newark City Schools. 2016年1月2日閲覧.
39. ↑  About the Library. Licking County Library. 2016年1月3日閲覧.
40. ↑  About. The Works. 2016年1月3日閲覧.
41. ↑  Smithsonian Affiliates. Smithsonian Affiliations. 2016年1月3日閲覧.
42. ↑  Gallery. The Works. 2016年1月3日閲覧.
43. ↑  Glass Studio. The Works. 2016年1月3日閲覧.
44. ↑  History Exhibits. The Works. 2016年1月3日閲覧.
45. ↑  Interactive Science Labs. The Works. 2016年1月3日閲覧.
46. ↑  Science Theater. The Works. 2016年1月3日閲覧.
47. ↑  STEM. The Works. 2016年1月3日閲覧.
48. ↑  National Heisey Glass Museum. Ohio Traveler. 2016年1月3日閲覧.
49. ↑  About The Midland Theatre. Midland Theatre. 2016年1月3日閲覧.
50. 1 2  Daweswood House Museum. Dawes Arboretum. 2016年1月3日閲覧.
51. 1 2  Arboretum History. Dawes Arboretum. 2016年1月3日閲覧.
52. ↑  Maps. Dawes Arboretum. 2016年1月3日閲覧.
53. ↑  Garden Gateway. Dawes Arboretum. 2016年1月3日閲覧.
54. ↑  ニューアークエリア 桜や日本庭園がある公園: The Dawes Arboretum. アメリカ快適生活サポート. 2016年1月3日閲覧.
55. ↑  Gibson, Campbell. Population of the 100 Largest Cities and Other Urban Places in the United States: 1790 to 1990. US Census Bureau. 2005年.